# 16. září
16. září je 259. den roku podle gregoriánského kalendáře (260. v přestupném roce). Do konce roku zbývá 106 dní.

## Události

### Česko
- 1597 – Rudolf II. povoluje stavbu Zlatnické uličky na pražském hradě. Nejmilostivěji vyhověl žádosti "střelců při branách Pražského hradu" kteří si v obloucích čerstvě opravené hradby chtěli postavit skromné příbytky.
- 1817 – Václav Hanka údajně "nalezl" Rukopis královédvorský ve věži kostela sv. Jana Křtitele ve Dvoře Králové nad Labem nalezl zlomek staročeského rukopisu se 14 lyrickými básněmi, jejichž původ byl kladen do 13. století.
- 1883 – Slavnostně byla otevřena rozhledna na Libíně u Prachatic.
- 1914 – Všeslovanské náměstí v Králově Poli je přejmenováno na náměstí na Na devadesátce (Neunzighuben) - Dnešní Slovanské náměstí
- 1921 – Prezident Masaryk poprvé oficiálně navštívil Brno. V uvítací delegaci na brněnském nádraží byl i Leoš Janáček.
- 1926 – Skladatel Oskar Nedbal poprvé dirigoval rozhlasový orchestr Radiojournalu.
- 1929 – Začala stavba kostela svatého Cyrila a Metoděje v Olomouci.
- 1933 – Divadlo D 34, vedené E. F. Burianem, zahájilo činnost v Mozarteu v Jungmanově ulici premiérou hry Erich Kästnera Život za našich dnů.
- 1938
  - Premiéra české historická filmová komedie Cech panen kutnohorských režiséra Otakar Vávry
  - Československá vláda rozpustila Sudetoněmeckou Henleinovu SDP a její úderné oddíly: její vedoucí činitelé uprchli do Německa.
- 1966 – V českém rádiu se poprvé objevila zpráva o Járovi Cimrmanovi. Tehdy šlo jen o řidiče parního válce, který v nafukovací hale fiktivní rozhlasového Nealkoholické vinárny U Pavouka vystavoval svá umělecká díla.
- 1987 – Na XXIX. Mezinárodním strojírenském veletrhu v Brně se veřejnosti přestavil nový osobní automobil Škoda Favorit.
- 2001 – Historicky první český pilot v závodě F1 – Tomáš Enge

### Svět
- 1908 – Rakouský ministr zahraničí Aehrenthal s ruským protějškem Izvolským vyjednali při setkání na zámku v Buchlovicích sféry vlivu svých zemí na Balkáně.[1]
- 1975 – Papua Nová Guinea získala nezávislost na Austrálii.
- 1996 – Odstartoval raketoplán Atlantis v rámci mise STS-79, jejímž cílem bylo setkání s ruskou orbitální stanicí Mir.
- 2018 – Eritrea a Etiopie podepsaly v Saúdské Arábii mírovou smlouvu týkající se sporných území.[2]

## Narození

### Česko

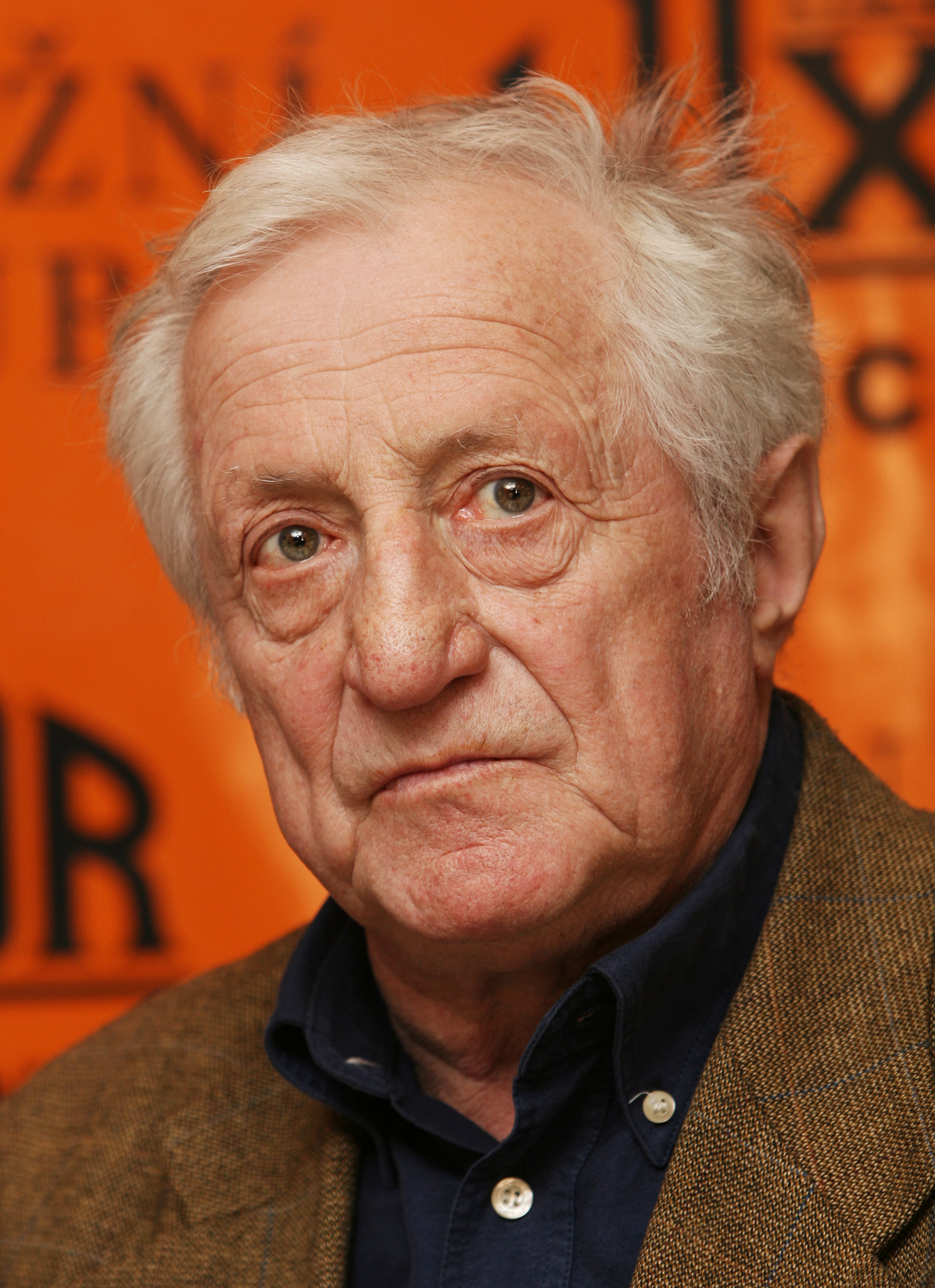
Pavel Bobek (* 1937)

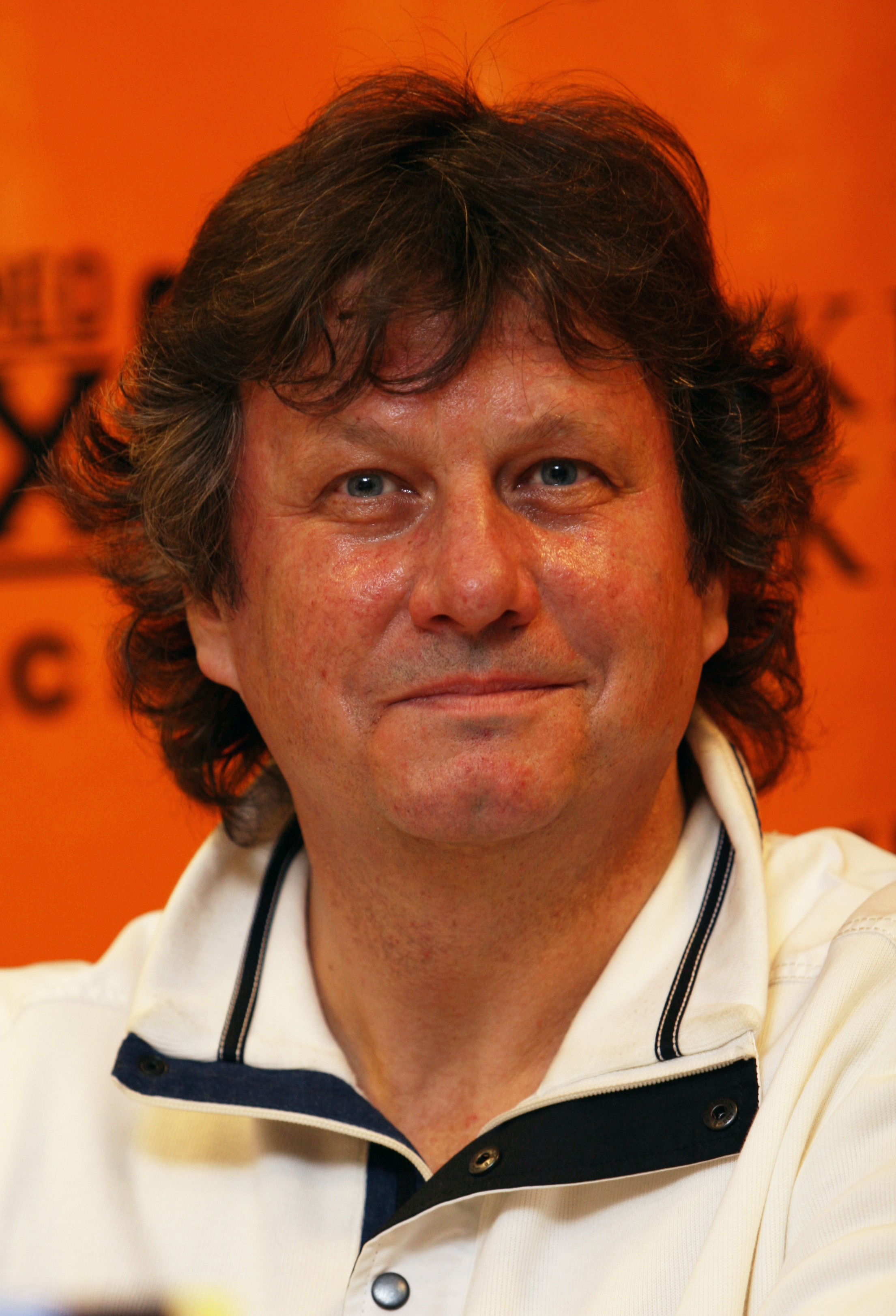
Stanislav Hložek (* 1954)

- 1641 – Julius František Sasko-Lauenburský, císařský vojevůdce, vlastník Zákupského panství († 30. září 1689)
- 1818 – Karl von Limbeck, český právník a politik německé národnosti († 22. září 1901)
- 1820 – Eduard Herold, malíř, ilustrátor a spisovatel († 5. srpna 1895)
- 1826 – Gustav Schmidt, profesor mechaniky, rektor Pražské polytechniky († 27. ledna 1883)
- 1858 – Gustav Schmoranz, český divadelní režisér († 21. prosince 1930)
- 1863 – Josef Adamčík, stavitel a geodet († 9. prosince 1919)
- 1871 – Jaroslav Bakeš, chirurg, sběratel minerálů a cestovatel († 5. října 1930)
- 1886 – Jan Rejsa, český básník, spisovatel a literární publicista († 9. prosince 1971)
- 1896 – Eduard Winter, český duchovní a historik německého původu († 3. března 1982)
- 1897 – Otakar Štorch-Marien, český nakladatel a spisovatel († 12. března 1974)
- 1904 – František Rachlík, spisovatel († 13. února 1980)
- 1905 – Vladimír Holan, básník († 31. března 1980)
- 1910 – Timotheus Vodička, filosof, katolický spisovatel, redaktor a překladatel († 12. května 1967)
- 1915 – Karel Souček, malíř († 26. listopadu 1982)
- 1916 – Helena Hodačová, spisovatelka a novinářka († 26. ledna 1998)
- 1919 – Milan Harašta, hudební skladatel. († 29. srpna 1946)
- 1923 – Josef Žemlička, český malíř, ilustrátor, grafik a karikaturista († 3. srpna 1980)
- 1927 – Karel Gut, hokejista a funkcionář († 6. ledna 2014)
- 1929 – Arnošt Pazdera, československý fotbalový reprezentant
- 1937
  - Karel Milota, spisovatel († 30. dubna 2002)
  - Pavel Bobek, zpěvák († 20. listopadu 2013)
- 1940 – Petr Čepek, herec († 20. září 1994)
- 1944 – Václav Migas, český fotbalista († 23. září 2000)
- 1945 – Ondřej Suchý, novinář, moderátor spisovatel a textař
- 1954 – Stanislav Hložek, zpěvák
- 1955 – Jiří Jelínek, právní teoretik a profesor v oblasti trestního práva
- 1956 – Evžen Korec, český podnikatel, generální ředitel, předseda představenstva a majitel developerské společnosti Ekospol
- 1958 – Robert Křesťan, český zpěvák, mandolinista, skladatel a překladatel
- 1960 – Michal Cihlář, výtvarník
- 1963 – Renata Drössler, česká šansoniérka a herečka polského původu
- 1982 – Martin Lejsal, fotbalový brankář

### Svět

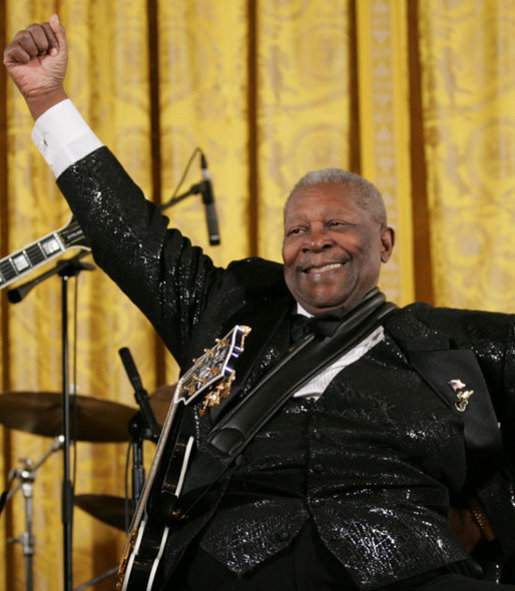
B. B. King (* 1925)

David Copperfield (* 1956)

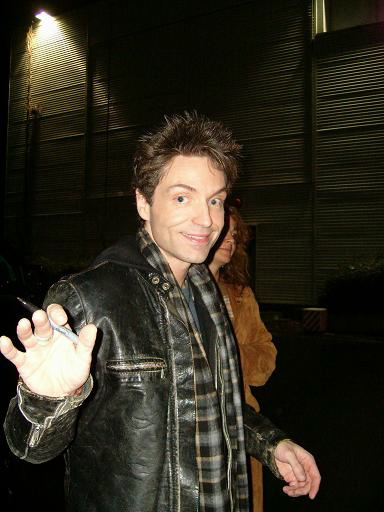
Richard Marx (* 1963)

- 1098 – Hildegarda z Bingenu, německá mniška, mystička, přírodovědkyně, lékařka, hudební skladatelka a spisovatelka († 1179)
- 1387 – Jindřich V., anglický král († 31. srpna 1422)
- 1462 – Pietro Pomponazzi, italský filosof († 18. května 1525)
- 1507 – Ťia-ťing, čínský císař († 23. ledna 1567)
- 1584
  - Francisco Correa de Arauxo, andaluský varhaník a hudební skladatel († 1654)
  - Matyáš Gallas, císařský generál († 25. dubna 1647)
- 1704 – Louis de Jaucourt, francouzský encyklopedista († 3. února 1779)
- 1747 – Michail Illarionovič Kutuzov, ruský vojevůdce († 28. dubna 1813)
- 1777 – Nathan Mayer Rothschild, německý bankéř, podnikatel a finančník († 28. července 1836)
- 1795 – Saverio Mercadante, italský hudební skladatel († 1870)
- 1816 – Johann von Berger, předlitavský politik († 9. prosince 1870)
- 1817 – Eduard Friedrich Schwab, slezský profesor práva († ?)
- 1823
  - Michal Obrenović III., srbský kníže († 10. června 1868)
  - Francis Parkman, americký historik († 8. listopadu 1893)
- 1832 – George Washington Custis Lee, syn generála Roberta Edwarda Lee († 18. února 1913)
- 1837 – Petr V. Portugalský, portugalský král († 11. listopadu 1861)
- 1851 – Ludomił German, polský spisovatel a politik († 21. ledna 1920)
- 1853 – Albrecht Kossel, německý lékař, nositel Nobelovy ceny († 5. července 1927)
- 1855 – Anton Beskid, rusínský politik († 1933)
- 1856 – Wilhelm von Gloeden, německý fotograf († 16. února 1931)
- 1858 – Andrew Bonar Law, britský premiér († 30. října 1923)
- 1859 – Jüan Š'-kchaj, čínský politik, vojevůdce a císař († 6. června 1916)
- 1867 – Eva Watson-Schütze, americká fotografka a malířka († ? 1935)
- 1868 – Albert William Herre, americký ichtyolog a lichenolog († 16. ledna 1962)
- 1870 – John Pius Boland, irský politik a tenista († 17. března 1958)
- 1880 – Alfred Noyes, anglický básník († 25. června 1958)
- 1881 – Clive Bell, britský kritik umění († 17. září 1964)
- 1885 – Karen Horneyová, americká psycholožka a psychiatrička německého původu († 4. prosince 1952)
- 1886
  - Dumitru Chipăruș, rumunský art decový sochař († 22. ledna 1947)
  - Hans Arp, německo-francouzský sochař, malíř a básník († 7. června 1966)
- 1887 – Nadia Boulangerová, francouzská hudební pedagožka, dirigentka, skladatelka († 22. října 1979)
- 1888
  - Walter Owen Bentley, britský průkopník automobilismu († 13. srpna 1971)
  - Frans Eemil Sillanpää, finský spisovatel, Nobelova cena za literaturu († 3. června 1964)
- 1889 – Mercédès Jellinek, dívka, jejíž jméno nesou automobily Mercedes-Benz († 23. února 1929)
- 1890 – Avigdor Hame'iri, izraelský spisovatel, novinář, básník a dramatik († 3. dubna 1970)
- 1891
  - Teruo Akijama, admirál japonského císařského námořnictva († 6. července 1943)
  - Karl Dönitz, německý velkoadmirál, budovatel a vrchní velitel německého ponorkového loďstva († 24. prosince 1980)
- 1893 – Albert Szent-Györgyi, maďarský biochemik a fyziolog, Nobelova cena 1937 († 22. října 1986)
- 1897 – Georges Bataille, francouzský filozof a spisovatel († 1962)
- 1898 – Chajim Hazaz, izraelský spisovatel († 24. března 1973)
- 1901 – Ugo Frigerio, italský olympijský vítěz v chůzi na 10 kilometrů († 7. července 1968)
- 1902
  - Germaine Richier, francouzská sochařka a grafička († 31. července 1959)
  - Helmut Folwart, německý kněz, filozof, pedagog († 13. března 1987)
- 1906 – Jack Churchill, britský neortodoxní voják († 8. března 1996)
- 1908 – Friedrich Torberg, rakouský a československý spisovatel († 10. listopadu 1979)
- 1915 – Stěpan Vasiljevič Červoněnko, sovětský politik a diplomat († 11. července 2003)
- 1920
  - Hannie Schaftová, nizozemská komunistická odbojářka († 17. dubna 1945)
  - Lino Tonti, italský motocyklový inženýr († 8. června 2002)
- 1921 – Jon Hendricks, americký jazzový zpěvák a textař († 22. listopadu 2017)
- 1923 – Lee Kuan Yew, předseda singapurské vlády († 23. března 2015)
- 1924 – Lauren Bacallová, americká herečka († 2015)
- 1925
  - Christian Cabrol, francouzský kardiochirurg a politik († 16. června 2017)
  - Eugene Garfield, americký vědec, zakladatel bibliometrie a scientometrie († 26. února 2017)
  - B. B. King, americký bluesový kytarista, zpěvák a skladatel († 14. května 2015)
  - Marty Robbins, americký zpěvák a multinstrumentalista († 8. prosince 1982)
  - Charlie Byrd, americký kytarista († 2. prosince 1999)
  - Charles Haughey, premiér Irska († 13. června 2006)
- 1927 – Peter Falk, americký herec († 23. června 2011)
- 1930 – Anne Francisová, americká herečka († 2. ledna 2011)
- 1931 – Tadeusz Gocłowski, arcibiskup gdaňský († 3. května 2016)
- 1934 – Dick Heckstall-Smith, britský saxofonista († 17. prosince 2004)
- 1935
  - Billy Boy Arnold, americký bluesový zpěvák, kytarista, skladatel a hráč na foukací harmoniku
  - Carl Andre, americký sochař († 24. ledna 2024)
- 1944 – Ard Schenk, nizozemský rychlobruslař, olympijský vítěz
- 1947 – Alexandr Ruckoj, viceprezident Ruské federace
- 1948 – Kenney Jones, anglický rockový bubeník
- 1949 – Moti Lerner, izraelský dramatik a scenárista
- 1951
  - Vince Bell, americký písničkář
  - René van de Kerkhof, nizozemský fotbalista
  - Willy van de Kerkhof, nizozemský fotbalista
  - Andy Irvine, skotský ragbista
- 1952
  - Mickey Rourke, americký herec, scenárista a bývalý profesionální boxer
  - Lisa Tuttle, americká spisovatelka
- 1953
  - Christopher Rich, americký herec
  - Alan Barton, britský zpěvák, kytarista a textař († 23. března 1995)
- 1954
  - Ľubomír Jahnátek, slovenský politik
  - Colin Newman, anglický zpěvák a kytarista
- 1956
  - David Copperfield, americký kouzelník a iluzionista
  - Anatolij Beloglazov, sovětský zápasník, olympijský vítěz
  - Sergej Beloglazov, sovětský zápasník, olympijský vítěz
- 1960 – Danny John-Jules, britský herec
- 1963 – Richard Marx, americký zpěvák
- 1977 – John Mayer, americký kytarista a zpěvák
- 1980
  - Radoslav Zabavník, slovenský fotbalista
  - Jadel Gregório, brazílský atlet
- 1981 – Alexis Bledel, americká modelka a herečka, Alexandra do Nascimento brazilská házenkářka
- 1983 – Kirsty Coventryová, zimbabwská plavkyně
- 1992 – Nick Jonas, americký zpěvák a herec

## Úmrtí

### Česko

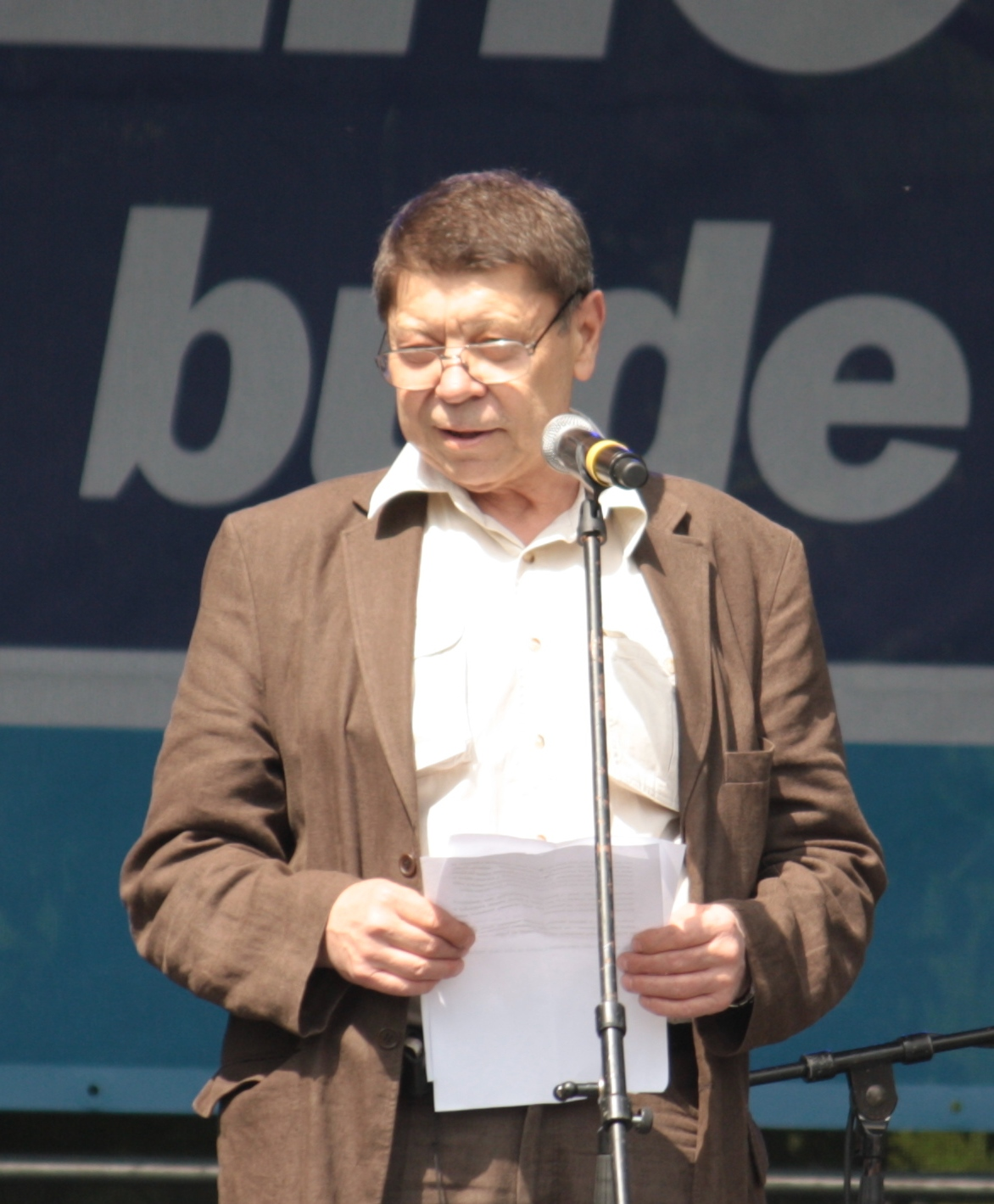
Martin Štěpánek († 2010)

- 1371 – Jan Neplach, opatovický opat a kronikář (* 23. února 1322)
- 1793 – Josef Jäger, tyrolský architekt působící v Čechách (* 1721)
- 1798 – Antonín Brosmann, řádový hudební skladatel (* 7. září 1731)
- 1883 – Pavel Jehlička, český pedagog (* 1826)
- 1909 – Josef Štěrba, probošt litoměřické kapituly (* 18. března 1841)
- 1930 – Filip Dobrovolný, československý politik (* 9. dubna 1880)
- 1932 – Alois Jalovec, kameraman a podnikatel (* 28. února 1867)
- 1945 – Mořic Hruban, český politik (* 30. listopadu 1862)
- 1946 – František Bartoš, československý divizní generál (* 1. května 1880)
- 1964 – Bohuslav Fiala, generál (* 29. ledna 1890)
- 1968 – Frank Hanuš Argus, důstojník, spisovatel, překladatel a příležitostný herec (* 22. září 1902)
- 1971 – Vojtěch Tittelbach, malíř a grafik (* 30. července 1900)
- 1979 – Jaromír Vraštil, malíř, řezbář a grafik (* 16. května 1922)
- 1980 – Ludmila Červinková, operní pěvkyně (* 29. dubna 1908)
- 1986 – Karel Svolinský, český malíř (* 14. ledna 1896)
- 1991
  - Jiří Cvetler, právní historik, papyrolog a slavista (* 4. února 1902)
  - Arnošt Faltýnek, herec (* 8. ledna 1906)
- 1993
  - František Jílek, dirigent, klavírista a skladatel (* 22. května 1913)
  - Mlhoš Kafka, hudební skladatel a rozhlasový redaktor (* 28. prosince 1928)
- 2002 – Jiří Javorský, československý tenista (* 9. února 1932)
- 2010 – Martin Štěpánek, herec, režisér a politik (* 11. ledna 1947)
- 2011 – Zuzana Dřízhalová, herečka (* 27. ledna 1975)
- 2012 – Jiří Musil, sociolog (* 20. února 1928)
- 2017 – Petr Šabach, český spisovatel (* 23. srpna 1951)
- 2021 – Jiří Mráz, český jazzový kontrabasista žijící v USA (* 9. září 1944)

### Svět
- 0655 – Martin I., papež (* ?)

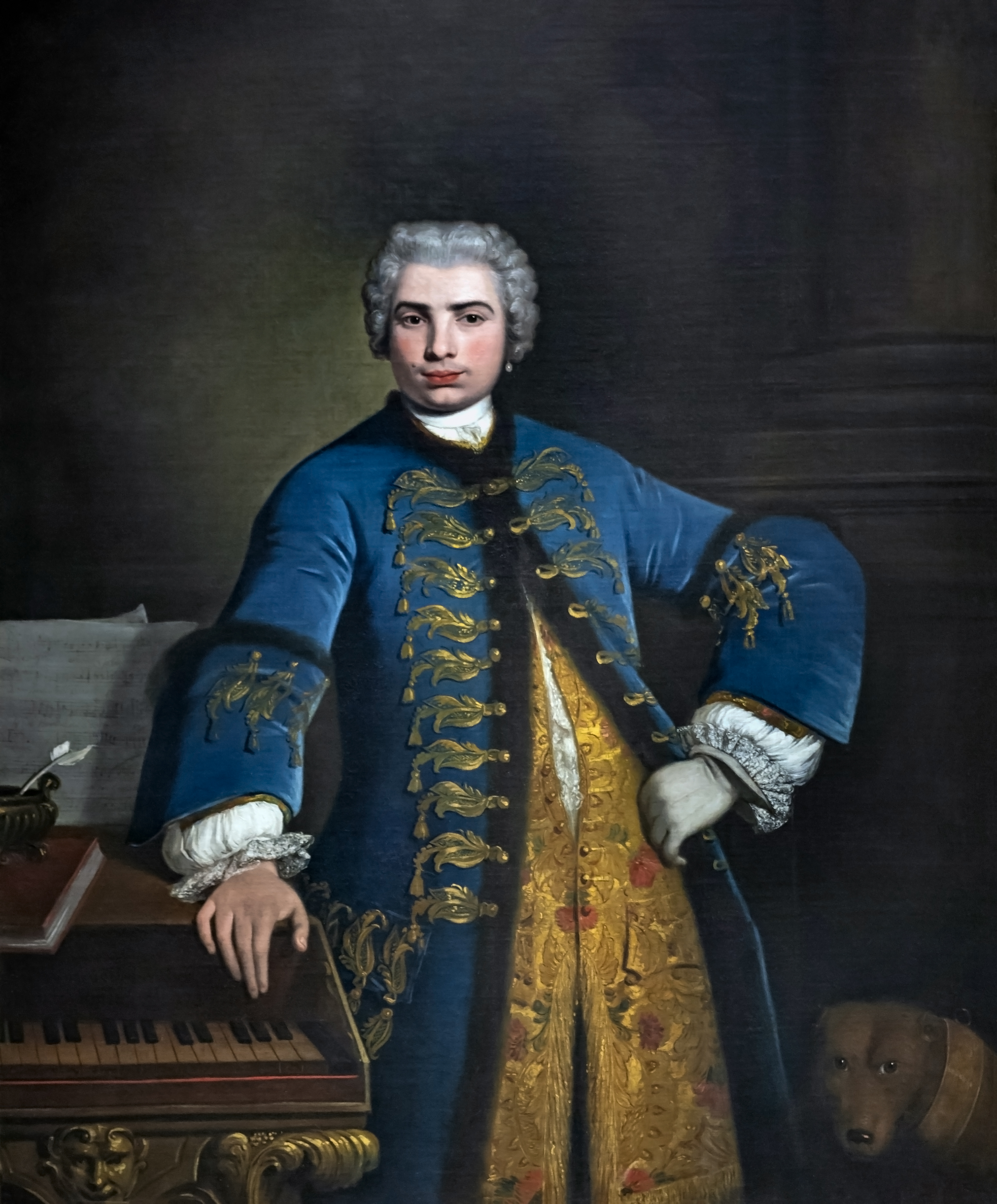
Farinelli († 1782)

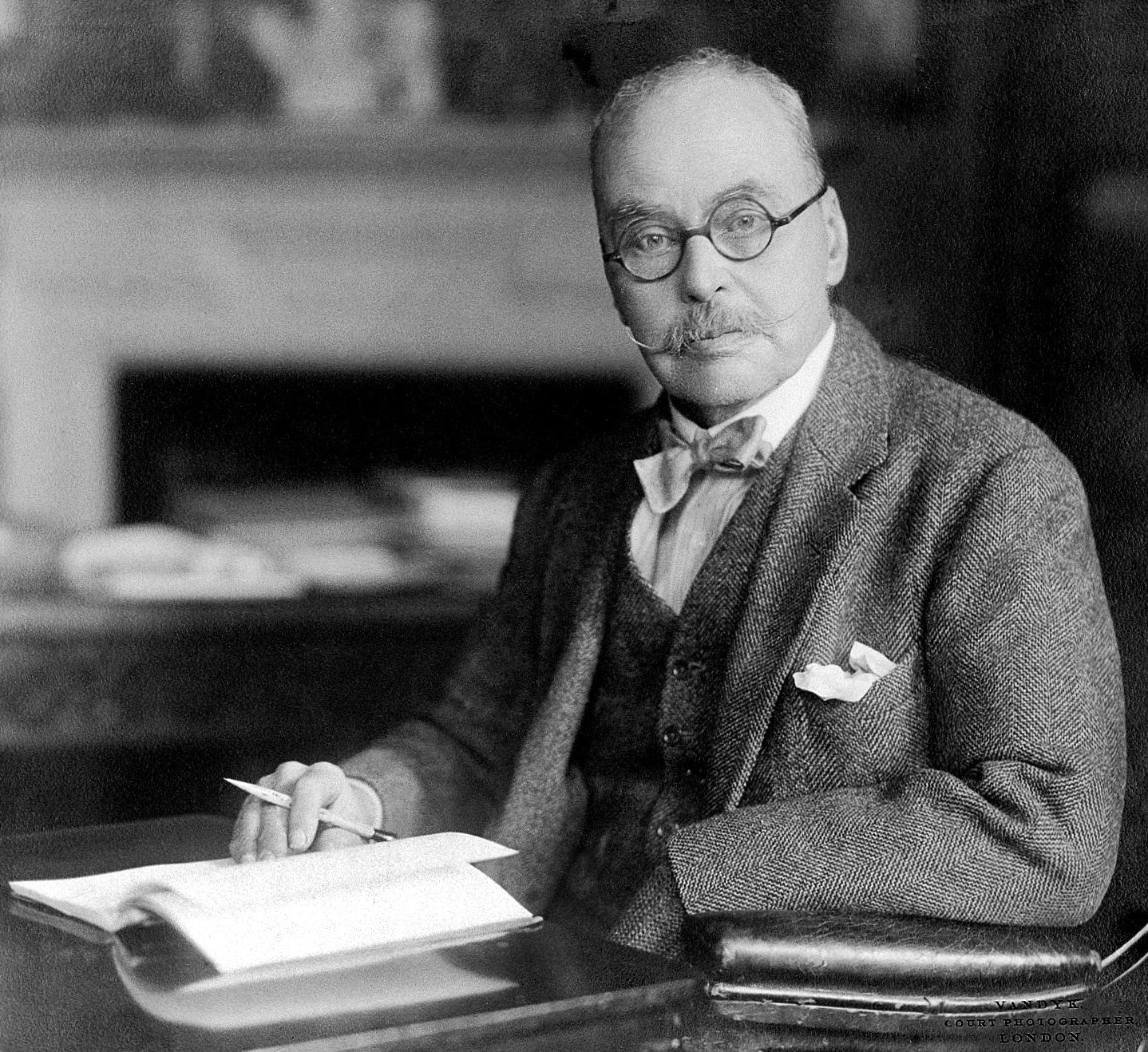
Ronald Ross († 1932)

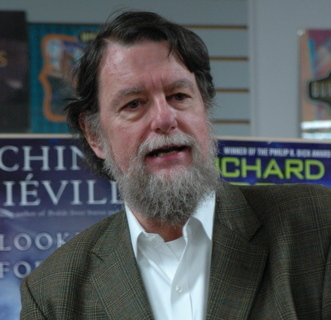
Robert Jordan († 2007)

- 1087 – Viktor III., papež (* 1027)
- 1213 – Martín de Hinojosa, kastilský kněz, katolický světec (* 1140)
- 1371 – Johana Francouzská, dcera francouzského krále Filipa VI. (* květen 1351)
- 1380 – Karel V. Francouzský, francouzský král z dynastie Valois (* 21. ledna 1338)
- 1394 – Klement VII., Robert de Genève, avignonský vzdoropapež (* 1342)
- 1583 – Kateřina Jagellonská, švédská královna (* 1. listopadu 1526)
- 1645 – Svatý Jan Macías, dominikánský misionář v Peru (* 2. března 1585)
- 1647 – Nevesinli Salih Paša, osmanský seržant a velkovezír (* ?)
- 1681 – Džahanara Begum, mughalská princezna a dcera císaře Šáhdžahána (* 23. března 1614)
- 1701 – Jakub II. Stuart , král Anglie, Skotska a Irska (* 1633)
- 1736 – Daniel Gabriel Fahrenheit, německý fyzik (* 24. května 1686)
- 1745 – James Butler, 2. vévoda z Ormonde, britský vojevůdce, státník a šlechtic (* 29. dubna 1665)
- 1782 – Farinelli, vlastním jménem Carlo Broschi, jeden z nejslavnějších kastrátů-sopránů v historii hudby 18. století (* 1705)
- 1824
  - Giacomo Tritto, italský hudební skladatel a pedagog (* 2. dubna 1733)
  - Ludvík XVIII., francouzský král (* 1755)
- 1825 – Franciszek Karpiński, polský básník (* 4. října 1741)
- 1834 – Antoine-Vincent Arnault, francouzský dramatik, básník a politik (* 1. ledna 1766)
- 1840 – Paul Rudolf von Bilguer, německý šachový mistr (* 21. září 1815)
- 1846 – Svatý Ondřej Kim Taegon, korejský mučedník (* 21. srpna 1821)
- 1860 – Františka z Teby, provdaná vévodkyně z Alby a sestra francouzské císařovny Evženie (* 1825)
- 1862 – Boniface de Castellane, francouzský generál (* 26. března 1788)
- 1918
  - Maurice Boyau, francouzský stíhací pilot (* 8. května 1888)
  - Alexandra Kimová, korejská komunistická revolucionářka (* 22. února 1885)
- 1925
  - Alexandr Fridman, ruský matematik, geofyzik a kozmolog (* 1888)
  - Leo Fall, rakouský operetní skladatel (* 1873)
- 1932
  - Peg Entwistle, velšská herečka (* 5. února 1908)
  - Ronald Ross, britský parazitolog a spisovatel, nositel Nobelovy ceny (* 13. května 1857)
- 1936 – Karl Buresch, kancléř Rakouska (* 12. října 1878)
- 1944 – Gustav Bauer, německý říšský kancléř (* 6. ledna 1870)
- 1946 – James Jeans, anglický matematik, fyzik a astronom (* 1877)
- 1948 – Manuel Arce y Ochotorena, tarragonský arcibiskup a kardinál (* 18. srpna 1879)
- 1960 – Leo Spitzer, rakousko-americký, filolog, historik a literární kritik (* 7. února 1887)
- 1973 – Víctor Jara, chilský básník, zpěvák a hudební skladatel (* 28. září 1932)
- 1977
  - Marc Bolan, anglický zpěvák-skladatel, kytarista a básník (* 30. září 1947)
  - Maria Callas, americká sopranistka řeckého původu (* 1923)
- 1980 – Jean Piaget, švýcarský filozof a vývojový psycholog (* 9. srpna 1896)
- 1982 – Heinrich Appelt, rakouský historik a diplomat (* 25. června 1910)
- 1984 – Louis Réard, francouzský strojní inženýr a módní návrhář (* 1897)
- 1988
  - Maximilian Hüttisch, německý malíř a grafik (* 6. listopadu 1911)
  - Richard Paul Lohse, švýcarský malíř a grafický designér (* 13. září 1902)
- 1991 – Murilo Rubião, brazilský spisovatel (* 1. června 1916)
- 1994 – Albert Decourtray, francouzský kardinál (* 1923)
- 1998 – Oton Berkopec, slovinský akademik, spisovatel, literární historik, lektor, publicista (* 6. prosince 1906)
- 2002 – Phanxicô Xaviê Nguyễn Văn Thuận, vietnamský kněz a kardinál (* 17. dubna 1928)
- 2007
  - Robert Jordan, americký spisovatel (* 1948)
  - Calvin L. Rampton, americký politik (* 6. listopadu 1913)
- 2009 – Filip Nikolic, francouzský herec a zpěvák, člen skupiny 2Be3 (* 1974)
- 2010 – Mario Rodríguez Cobos, argentinský spisovatel (* 6. ledna 1938)
- 2011 – Willie Smith, americký bluesový zpěvák, bubeník a hráč na foukací harmoniku (* 19. ledna 1936)
- 2013 – Jimmy Ponder, americký kytarista (* 10. května 1946)
- 2016 – Carlo Azeglio Ciampi, italský politik, bývalý premiér a prezident Italské republiky (* 9. prosince 1920)
- 2021
  - Jiří Mráz, česko-americký jazzový kontrabasista (* 9. září 1944)
  - Clive Sinclair, britský inovátor a podnikatel, otec počítačů ZX80 a dalších (* 30. července 1940)

## Svátky

### Česko
- Ludmila, Lidmila
- Kornel, Kornélie
- Lola

### Svět
- Mezinárodní den ochrany ozónové vrstvy
- Den církevních škol

Římskokatolická církev
- sv. Ludmila

## Pranostiky
| 16. září v pražském KlementinuÚdaje jsou platné k 11. 3. 2025. | 16. září v pražském KlementinuÚdaje jsou platné k 11. 3. 2025. | 16. září v pražském KlementinuÚdaje jsou platné k 11. 3. 2025. |
| minimum                                                        | denní průměr                                                   | maximum                                                        |
| -------------------------------------------------------------- | -------------------------------------------------------------- | -------------------------------------------------------------- |
| 3,3 °C (1971)                                                  | 15,2 °C (od 1961)                                              | 31,3 °C (1947)                                                 |

### Česko
- Svatá Ludmila deštěm obmyla.
- Na Ludmily světice obouvej střevíce.